# Pama (département)
Pour les articles homonymes, voir Pama.
Pour la ville chef-lieu, voir Pama (Burkina Faso).
Pama est un département et une commune urbaine de la province de la Kompienga, située dans la région de l'Est au Burkina Faso.
Le département comptabilisait 37 296 habitants au dernier recensement de 2006.

## Villes et villages
Le département et la commune urbaine de Pama est administrativement composé d'une ville chef-lieu du département et de la province (données de population consolidées issues du recensement général de 2006) :
- Pama, subdivisée en 4 secteurs urbains (totalisant 8 541 habitants) :

- Secteur 1 (1 158 habitants)
- Secteur 2 (4 595 habitants)
- Secteur 3 (1 367 habitants)
- Secteur 4 (1 421 habitants)

et de 12 villages ruraux (totalisant 28 755 habitants) :
- Bombontangou (1 717 habitants)
- Folpodi (870 habitants)
- Kabonga-I (1 403 habitants)
- Kabonga-II (1 864 habitants)
- Kalmama (ou Signoghin) (650 habitants)
- Koalou  (1 973 habitants) (litige de souveraineté avec une revendication partielle par le Bénin)[2]
- Kompiembiga (6 462 habitants)
- Kpadiari (937 habitants)
- Nadiagou (7 063 habitants)
- Oumpougdéni (habitants)
- Tibadi (habitants)
- Tindangou (habitants)

Il comprenait peut-être deux autres localités, dont le rattachement à un village burkinabé n'est pas déterminé :
- Niorgou I (litige de souveraineté avec une revendication par le Bénin)[3]
- Niorgou II (litige de souveraineté avec une revendication par le Bénin)[3]